# Erika Graf
Erika Graf (ur. 10 sierpnia 1977 roku w Montevideo) – urugwajska pływaczka, uczestniczka igrzysk olimpijskich w 1996 roku. Ma siostrę, która również jest pływaczką. 
Jej synem jest Sebastián Boselli. 

## Igrzyska olimpijskie
Podczas igrzysk w Atlancie wzięła udział w wyścigu na 200 metrów stylem klasycznym. Zajęła 35. miejsce, uzyskując czas 42,82.